# Couvent des Ursulines de Saint-Hippolyte
Pour les articles homonymes, voir Couvent des Ursulines.
L'ancien couvent des Ursulines est un bâtiment religieux, protégé au titre des monuments historiques, situé à Saint-Hippolyte dans le département français du Doubs.

## Localisation
Le couvent est situé au centre du village, en bordure du cours d'eau du Doubs.

## Histoire
En 1618, des religieuses ursulines s'installent à Saint-Hippolyte afin d'aider et d'éduquer la population, et en particulier les jeunes filles. En raison du développement de cette activité, les sœurs font construire le couvent actuel en 1700, pour notamment y accueillir un pensionnat.
À la Révolution, les ursulines quittent le couvent qui abritera successivement la sous-préfecture, la gendarmerie et l'école.
L'ancien couvent bénéficie d'une inscription au titre des monuments historiques par arrêté du 7 août 1987.

## Architecture et décorations

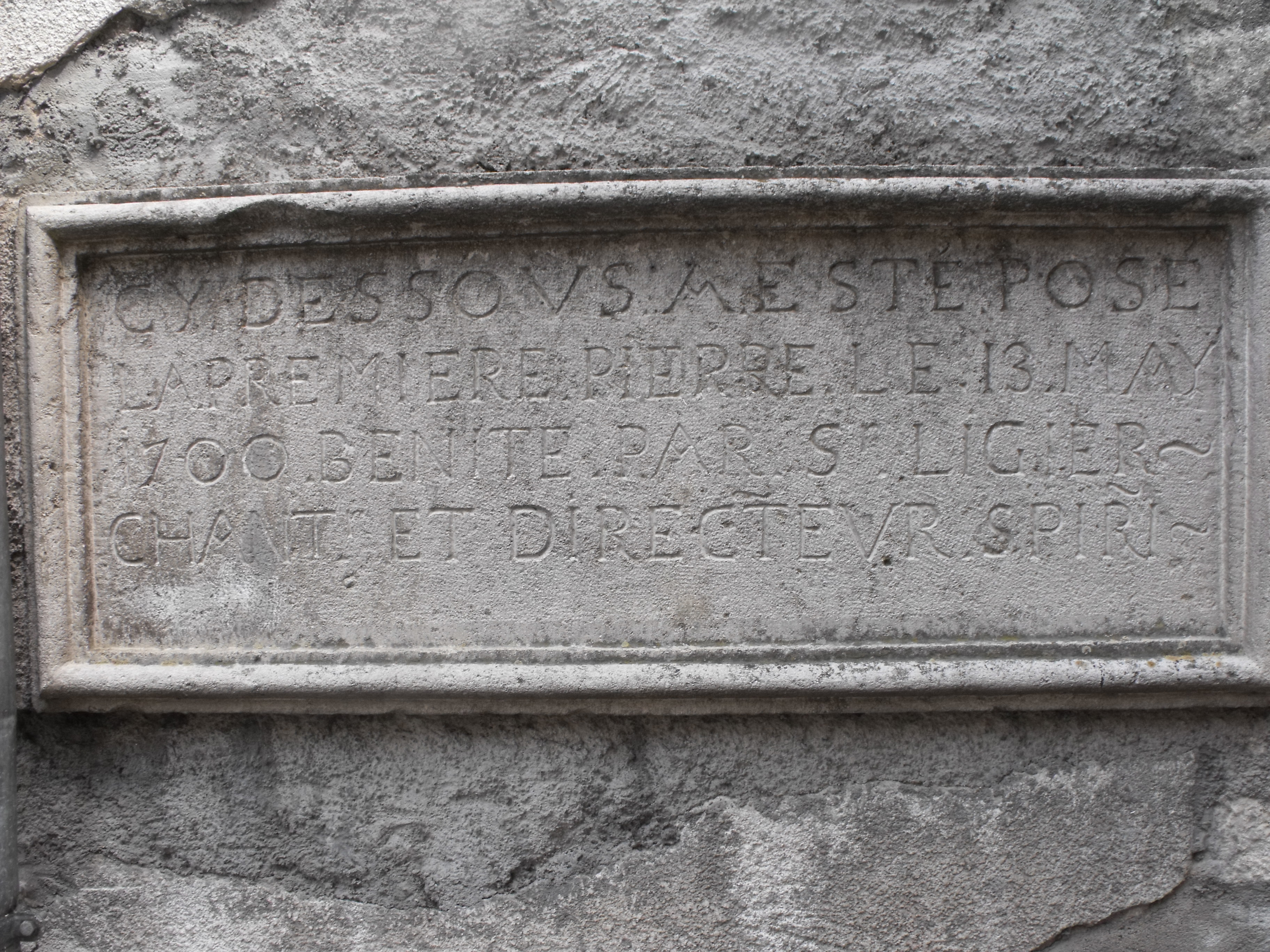
Dédicace sur le mur du couvent des ursulines.

L'ensemble des bâtiments sont de plan rectangulaires en « U », enfermant une cour intérieure. Le rez-de-chaussée côté nord, au bord du Doubs, possède un galerie ouverte.

Au sud-ouest, un des murs porte une dédicace sur la pose de la première pierre de la construction du bâtiment : 

« Cy dessous a este pose la premiere pierre le 13 may 1700 benite par Sr Ligier~ chant et directeur spiri~ »

## Galerie

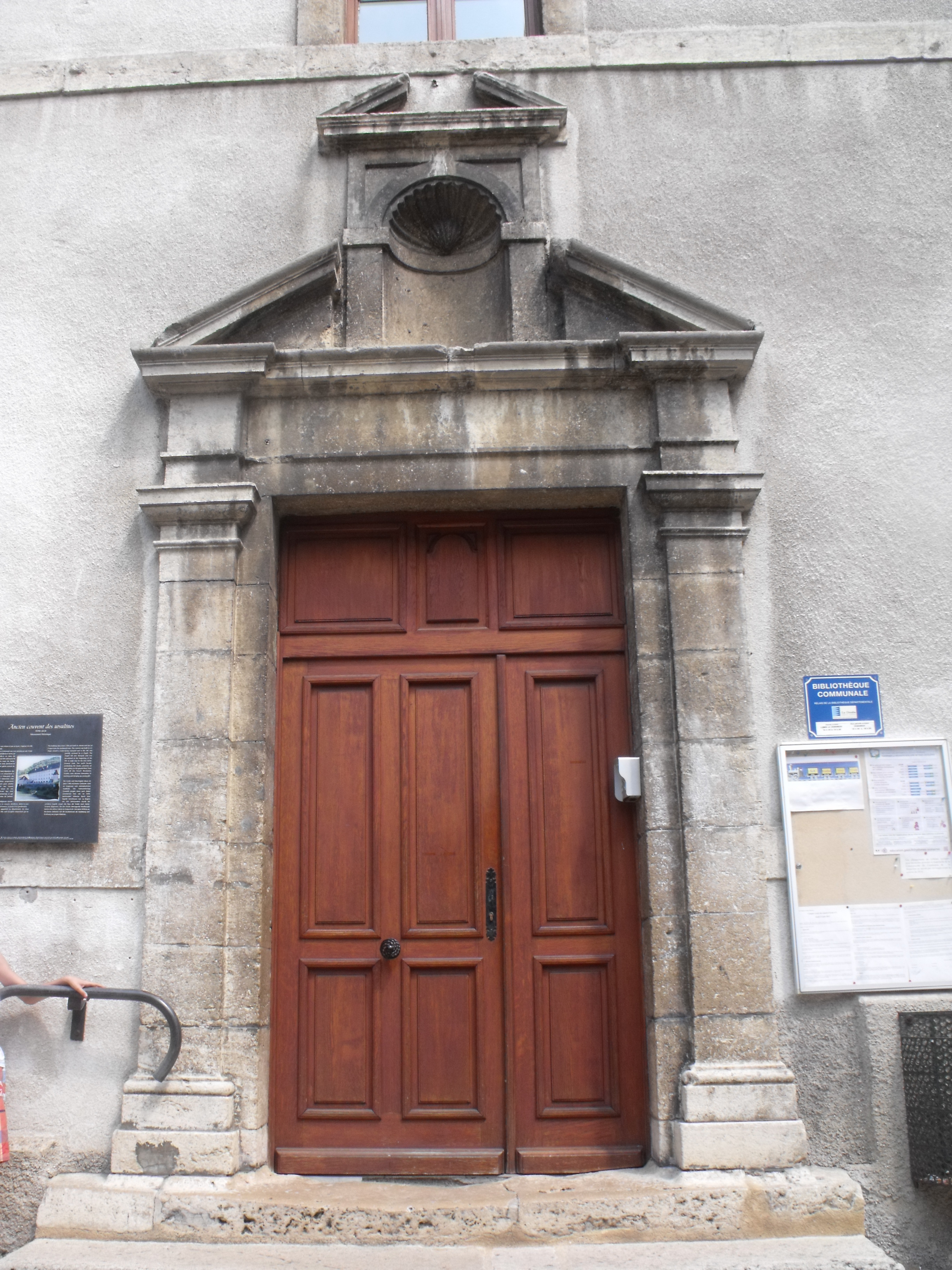
Porte d'entrée.
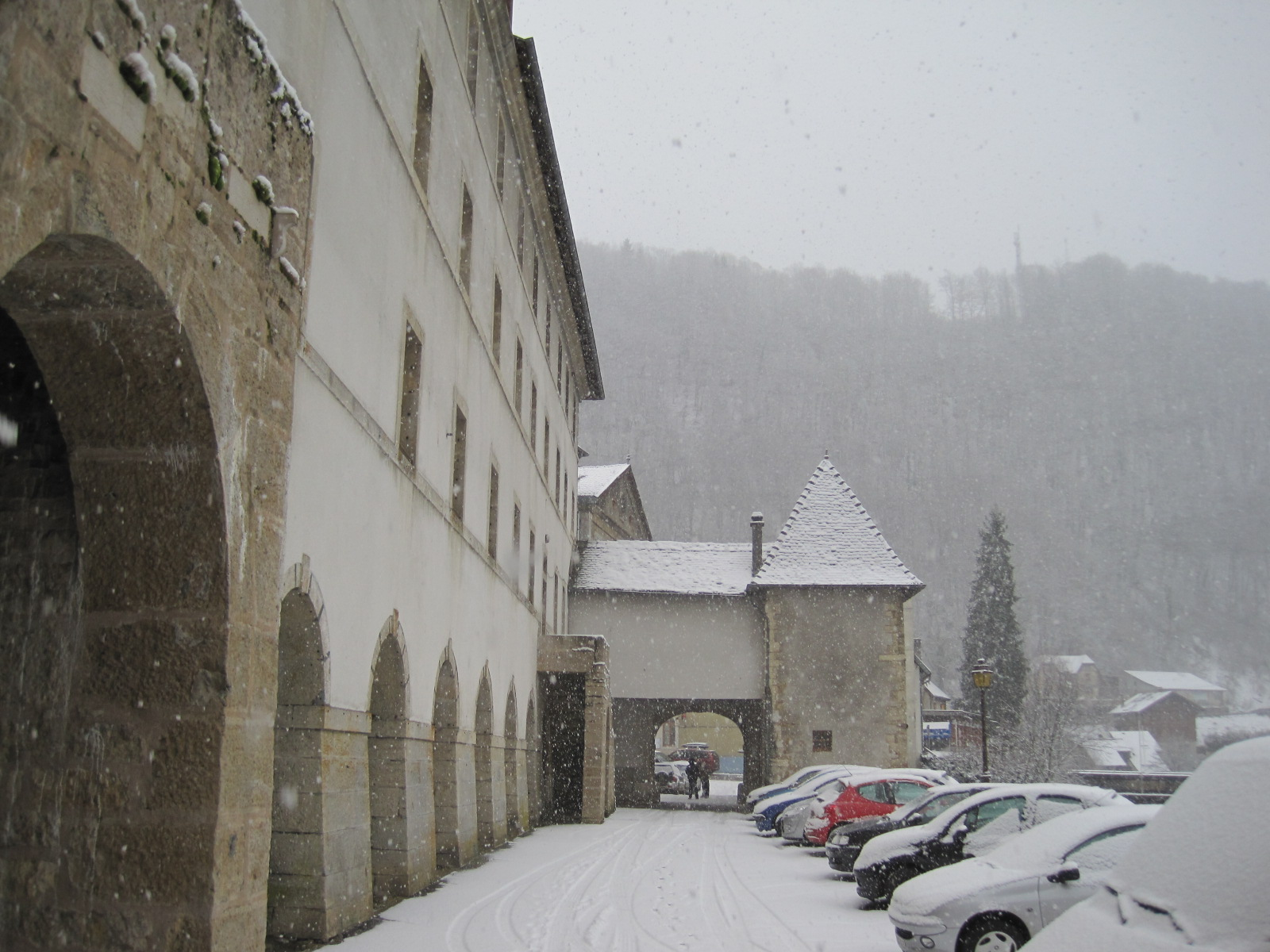
Long de la galerie couverte.